# Marlim
Marlim est un gisement pétrolier brésilien, et le plus important du pays, découvert en 1985 à 110 km au large de Rio de Janeiro (dans le bassin de Campos, principale province pétrolière du pays), à une profondeur d'eau voisinant les 1 700 mètres. Il est exploité par la compagnie Petrobras. 
La quantité de pétrole initialement présente dans le gisement est évaluée à 9 Gbbl. Il s'agit d'un pétrole de mauvaise qualité (lourd et riche en souffre) et la part récupérable est estimée à  1,7 Gbbl - passée depuis à 2,7. Le développement se fit en cinq phases, entrées en service de 1987 à 1999. 15 plateformes flottantes exploitent le gisement. La production totale du gisement atteint 500 kbbl/j. 